# Florenci (cònsol 515)
Florenci (en llatí: Florentius) va ser un oficial romà del segle vi que va dur a terme tasques a Occident, al Regne Ostrogot. És citat com un cònsol el 515 amb Procopi Antemi com a col·lega a Orient. Potser era pare de Constancíol, el mestre dels soldats i duc de la Mèsia Segona.